# Unicodeblock Thailändisch
Der Unicodeblock Thailändisch (engl.: Thai, 0E00 bis 0E7F) umfasst die Zeichen der thailändischen Schrift, mit der das Thailändische geschrieben wird. Die Sortierung der Zeichen ist identisch mit TIS-620.

## Liste
| Unicodenummer | Zeichen (400 %) | Kategorie                               | Bidirektionale Klasse       | Offizielle Bezeichnung          | Beschreibung                                 |
| ------------- | --------------- | --------------------------------------- | --------------------------- | ------------------------------- | -------------------------------------------- |
| U+0E01 (3585) | ก               | anderer Buchstabe, Silbe oder Ideogramm | links nach rechts           | THAI CHARACTER KO KAI           | Thailändischer Buchstabe Ko Kai              |
| U+0E02 (3586) | ข               | anderer Buchstabe, Silbe oder Ideogramm | links nach rechts           | THAI CHARACTER KHO KHAI         | Thailändischer Buchstabe Kho Khai            |
| U+0E03 (3587) | ฃ               | anderer Buchstabe, Silbe oder Ideogramm | links nach rechts           | THAI CHARACTER KHO KHUAT        | Thailändischer Buchstabe Kho Khuat           |
| U+0E04 (3588) | ค               | anderer Buchstabe, Silbe oder Ideogramm | links nach rechts           | THAI CHARACTER KHO KHWAI        | Thailändischer Buchstabe Kho Khwai           |
| U+0E05 (3589) | ฅ               | anderer Buchstabe, Silbe oder Ideogramm | links nach rechts           | THAI CHARACTER KHO KHON         | Thailändischer Buchstabe Kho Khon            |
| U+0E06 (3590) | ฆ               | anderer Buchstabe, Silbe oder Ideogramm | links nach rechts           | THAI CHARACTER KHO RAKHANG      | Thailändischer Buchstabe Kho Rakhang         |
| U+0E07 (3591) | ง               | anderer Buchstabe, Silbe oder Ideogramm | links nach rechts           | THAI CHARACTER NGO NGU          | Thailändischer Buchstabe Ngo Ngu             |
| U+0E08 (3592) | จ               | anderer Buchstabe, Silbe oder Ideogramm | links nach rechts           | THAI CHARACTER CHO CHAN         | Thailändischer Buchstabe Cho Chan            |
| U+0E09 (3593) | ฉ               | anderer Buchstabe, Silbe oder Ideogramm | links nach rechts           | THAI CHARACTER CHO CHING        | Thailändischer Buchstabe Cho Ching           |
| U+0E0A (3594) | ช               | anderer Buchstabe, Silbe oder Ideogramm | links nach rechts           | THAI CHARACTER CHO CHANG        | Thailändischer Buchstabe Cho Chang           |
| U+0E0B (3595) | ซ               | anderer Buchstabe, Silbe oder Ideogramm | links nach rechts           | THAI CHARACTER SO SO            | Thailändischer Buchstabe So So               |
| U+0E0C (3596) | ฌ               | anderer Buchstabe, Silbe oder Ideogramm | links nach rechts           | THAI CHARACTER CHO CHOE         | Thailändischer Buchstabe Cho Choe            |
| U+0E0D (3597) | ญ               | anderer Buchstabe, Silbe oder Ideogramm | links nach rechts           | THAI CHARACTER YO YING          | Thailändischer Buchstabe Yo Ying             |
| U+0E0E (3598) | ฎ               | anderer Buchstabe, Silbe oder Ideogramm | links nach rechts           | THAI CHARACTER DO CHADA         | Thailändischer Buchstabe Do Chada            |
| U+0E0F (3599) | ฏ               | anderer Buchstabe, Silbe oder Ideogramm | links nach rechts           | THAI CHARACTER TO PATAK         | Thailändischer Buchstabe To Patak            |
| U+0E10 (3600) | ฐ               | anderer Buchstabe, Silbe oder Ideogramm | links nach rechts           | THAI CHARACTER THO THAN         | Thailändischer Buchstabe Tho Than            |
| U+0E11 (3601) | ฑ               | anderer Buchstabe, Silbe oder Ideogramm | links nach rechts           | THAI CHARACTER THO NANGMONTHO   | Thailändischer Buchstabe Tho Nangmontho      |
| U+0E12 (3602) | ฒ               | anderer Buchstabe, Silbe oder Ideogramm | links nach rechts           | THAI CHARACTER THO PHUTHAO      | Thailändischer Buchstabe Tho Phuthao         |
| U+0E13 (3603) | ณ               | anderer Buchstabe, Silbe oder Ideogramm | links nach rechts           | THAI CHARACTER NO NEN           | Thailändischer Buchstabe No Nen              |
| U+0E14 (3604) | ด               | anderer Buchstabe, Silbe oder Ideogramm | links nach rechts           | THAI CHARACTER DO DEK           | Thailändischer Buchstabe Do Dek              |
| U+0E15 (3605) | ต               | anderer Buchstabe, Silbe oder Ideogramm | links nach rechts           | THAI CHARACTER TO TAO           | Thailändischer Buchstabe To Tao              |
| U+0E16 (3606) | ถ               | anderer Buchstabe, Silbe oder Ideogramm | links nach rechts           | THAI CHARACTER THO THUNG        | Thailändischer Buchstabe Tho Thung           |
| U+0E17 (3607) | ท               | anderer Buchstabe, Silbe oder Ideogramm | links nach rechts           | THAI CHARACTER THO THAHAN       | Thailändischer Buchstabe Tho Thahan          |
| U+0E18 (3608) | ธ               | anderer Buchstabe, Silbe oder Ideogramm | links nach rechts           | THAI CHARACTER THO THONG        | Thailändischer Buchstabe Tho Thong           |
| U+0E19 (3609) | น               | anderer Buchstabe, Silbe oder Ideogramm | links nach rechts           | THAI CHARACTER NO NU            | Thailändischer Buchstabe No Nu               |
| U+0E1A (3610) | บ               | anderer Buchstabe, Silbe oder Ideogramm | links nach rechts           | THAI CHARACTER BO BAIMAI        | Thailändischer Buchstabe Bo Baimai           |
| U+0E1B (3611) | ป               | anderer Buchstabe, Silbe oder Ideogramm | links nach rechts           | THAI CHARACTER PO PLA           | Thailändischer Buchstabe Po Pla              |
| U+0E1C (3612) | ผ               | anderer Buchstabe, Silbe oder Ideogramm | links nach rechts           | THAI CHARACTER PHO PHUNG        | Thailändischer Buchstabe Pho Phung           |
| U+0E1D (3613) | ฝ               | anderer Buchstabe, Silbe oder Ideogramm | links nach rechts           | THAI CHARACTER FO FA            | Thailändischer Buchstabe Fo Fa               |
| U+0E1E (3614) | พ               | anderer Buchstabe, Silbe oder Ideogramm | links nach rechts           | THAI CHARACTER PHO PHAN         | Thailändischer Buchstabe Pho Phan            |
| U+0E1F (3615) | ฟ               | anderer Buchstabe, Silbe oder Ideogramm | links nach rechts           | THAI CHARACTER FO FAN           | Thailändischer Buchstabe Fo Fan              |
| U+0E20 (3616) | ภ               | anderer Buchstabe, Silbe oder Ideogramm | links nach rechts           | THAI CHARACTER PHO SAMPHAO      | Thailändischer Buchstabe Pho Samphao         |
| U+0E21 (3617) | ม               | anderer Buchstabe, Silbe oder Ideogramm | links nach rechts           | THAI CHARACTER MO MA            | Thailändischer Buchstabe Mo Ma               |
| U+0E22 (3618) | ย               | anderer Buchstabe, Silbe oder Ideogramm | links nach rechts           | THAI CHARACTER YO YAK           | Thailändischer Buchstabe Yo Yak              |
| U+0E23 (3619) | ร               | anderer Buchstabe, Silbe oder Ideogramm | links nach rechts           | THAI CHARACTER RO RUA           | Thailändischer Buchstabe Ro Rua              |
| U+0E24 (3620) | ฤ               | anderer Buchstabe, Silbe oder Ideogramm | links nach rechts           | THAI CHARACTER RU               | Thailändischer Buchstabe Ru                  |
| U+0E25 (3621) | ล               | anderer Buchstabe, Silbe oder Ideogramm | links nach rechts           | THAI CHARACTER LO LING          | Thailändischer Buchstabe Lo Ling             |
| U+0E26 (3622) | ฦ               | anderer Buchstabe, Silbe oder Ideogramm | links nach rechts           | THAI CHARACTER LU               | Thailändischer Buchstabe Lu                  |
| U+0E27 (3623) | ว               | anderer Buchstabe, Silbe oder Ideogramm | links nach rechts           | THAI CHARACTER WO WAEN          | Thailändischer Buchstabe Wo Waen             |
| U+0E28 (3624) | ศ               | anderer Buchstabe, Silbe oder Ideogramm | links nach rechts           | THAI CHARACTER SO SALA          | Thailändischer Buchstabe So Sala             |
| U+0E29 (3625) | ษ               | anderer Buchstabe, Silbe oder Ideogramm | links nach rechts           | THAI CHARACTER SO RUSI          | Thailändischer Buchstabe So Rusi             |
| U+0E2A (3626) | ส               | anderer Buchstabe, Silbe oder Ideogramm | links nach rechts           | THAI CHARACTER SO SUA           | Thailändischer Buchstabe So Sua              |
| U+0E2B (3627) | ห               | anderer Buchstabe, Silbe oder Ideogramm | links nach rechts           | THAI CHARACTER HO HIP           | Thailändischer Buchstabe Ho Hip              |
| U+0E2C (3628) | ฬ               | anderer Buchstabe, Silbe oder Ideogramm | links nach rechts           | THAI CHARACTER LO CHULA         | Thailändischer Buchstabe Lo Chula            |
| U+0E2D (3629) | อ               | anderer Buchstabe, Silbe oder Ideogramm | links nach rechts           | THAI CHARACTER O ANG            | Thailändischer Buchstabe O Ang               |
| U+0E2E (3630) | ฮ               | anderer Buchstabe, Silbe oder Ideogramm | links nach rechts           | THAI CHARACTER HO NOKHUK        | Thailändischer Buchstabe Ho Nokhuk           |
| U+0E2F (3631) | ฯ               | anderer Buchstabe, Silbe oder Ideogramm | links nach rechts           | THAI CHARACTER PAIYANNOI        | Thailändisches Paiyannoi                     |
| U+0E30 (3632) | ะ               | anderer Buchstabe, Silbe oder Ideogramm | links nach rechts           | THAI CHARACTER SARA A           | Thailändisches Vokalzeichen Sara A           |
| U+0E31 (3633) | ั                | Markierung ohne Extrabreite             | Markierung ohne Extrabreite | THAI CHARACTER MAI HAN-AKAT     | Thailändisches Vokalzeichen Mai Han-Akat     |
| U+0E32 (3634) | า               | anderer Buchstabe, Silbe oder Ideogramm | links nach rechts           | THAI CHARACTER SARA AA          | Thailändisches Vokalzeichen Sara Aa          |
| U+0E33 (3635) | ำ               | anderer Buchstabe, Silbe oder Ideogramm | links nach rechts           | THAI CHARACTER SARA AM          | Thailändisches Vokalzeichen Sara Am          |
| U+0E34 (3636) | ิ                | Markierung ohne Extrabreite             | Markierung ohne Extrabreite | THAI CHARACTER SARA I           | Thailändisches Vokalzeichen Sara I           |
| U+0E35 (3637) | ี                | Markierung ohne Extrabreite             | Markierung ohne Extrabreite | THAI CHARACTER SARA II          | Thailändisches Vokalzeichen Sara Ii          |
| U+0E36 (3638) | ึ                | Markierung ohne Extrabreite             | Markierung ohne Extrabreite | THAI CHARACTER SARA UE          | Thailändisches Vokalzeichen Sara Ue          |
| U+0E37 (3639) | ื                | Markierung ohne Extrabreite             | Markierung ohne Extrabreite | THAI CHARACTER SARA UEE         | Thailändisches Vokalzeichen Sara Uee         |
| U+0E38 (3640) | ุ                | Markierung ohne Extrabreite             | Markierung ohne Extrabreite | THAI CHARACTER SARA U           | Thailändisches Vokalzeichen Sara U           |
| U+0E39 (3641) | ู                | Markierung ohne Extrabreite             | Markierung ohne Extrabreite | THAI CHARACTER SARA UU          | Thailändisches Vokalzeichen Sara Uu          |
| U+0E3A (3642) | ฺ                | Markierung ohne Extrabreite             | Markierung ohne Extrabreite | THAI CHARACTER PHINTHU          | Thailändisches Zeichen Phinthu               |
| U+0E3F (3647) | ฿               | Währungssymbol                          | europäisches Schlusszeichen | THAI CURRENCY SYMBOL BAHT       | Thailändischer Baht                          |
| U+0E40 (3648) | เ               | anderer Buchstabe, Silbe oder Ideogramm | links nach rechts           | THAI CHARACTER SARA E           | Thailändisches Vokalzeichen Sara E           |
| U+0E41 (3649) | แ               | anderer Buchstabe, Silbe oder Ideogramm | links nach rechts           | THAI CHARACTER SARA AE          | Thailändisches Vokalzeichen Sara Ae          |
| U+0E42 (3650) | โ               | anderer Buchstabe, Silbe oder Ideogramm | links nach rechts           | THAI CHARACTER SARA O           | Thailändisches Vokalzeichen Sara O           |
| U+0E43 (3651) | ใ               | anderer Buchstabe, Silbe oder Ideogramm | links nach rechts           | THAI CHARACTER SARA AI MAIMUAN  | Thailändisches Vokalzeichen Sara Ai Maimuan  |
| U+0E44 (3652) | ไ               | anderer Buchstabe, Silbe oder Ideogramm | links nach rechts           | THAI CHARACTER SARA AI MAIMALAI | Thailändisches Vokalzeichen Sara Ai Maimalai |
| U+0E45 (3653) | ๅ               | anderer Buchstabe, Silbe oder Ideogramm | links nach rechts           | THAI CHARACTER LAKKHANGYAO      | Thailändisches Lakkhangyao                   |
| U+0E46 (3654) | ๆ               | modifizierender Buchstabe               | links nach rechts           | THAI CHARACTER MAIYAMOK         | Thailändisches Maimayok                      |
| U+0E47 (3655) | ็                | Markierung ohne Extrabreite             | Markierung ohne Extrabreite | THAI CHARACTER MAITAIKHU        | Thailändisches Vokalzeichen Maitaikhu        |
| U+0E48 (3656) | ่                | Markierung ohne Extrabreite             | Markierung ohne Extrabreite | THAI CHARACTER MAI EK           | Thailändisches Tonzeichen Mai Ek             |
| U+0E49 (3657) | ้                | Markierung ohne Extrabreite             | Markierung ohne Extrabreite | THAI CHARACTER MAI THO          | Thailändisches Tonzeichen Mai Tho            |
| U+0E4A (3658) | ๊                | Markierung ohne Extrabreite             | Markierung ohne Extrabreite | THAI CHARACTER MAI TRI          | Thailändisches Tonzeichen Mai Tri            |
| U+0E4B (3659) | ๋                | Markierung ohne Extrabreite             | Markierung ohne Extrabreite | THAI CHARACTER MAI CHATTAWA     | Thailändisches Tonzeichen Mai Chattawa       |
| U+0E4C (3660) | ์                | Markierung ohne Extrabreite             | Markierung ohne Extrabreite | THAI CHARACTER THANTHAKHAT      | Thailändisches Thanthakhat                   |
| U+0E4D (3661) | ํ                | Markierung ohne Extrabreite             | Markierung ohne Extrabreite | THAI CHARACTER NIKHAHIT         | Thailändisches Nikhahit                      |
| U+0E4E (3662) | ๎                | Markierung ohne Extrabreite             | Markierung ohne Extrabreite | THAI CHARACTER YAMAKKAN         | Thailändisches Yamakkan                      |
| U+0E4F (3663) | ๏               | andere Interpunktion                    | links nach rechts           | THAI CHARACTER FONGMAN          | Thailändisches Fongman                       |
| U+0E50 (3664) | ๐               | Dezimalziffer                           | links nach rechts           | THAI DIGIT ZERO                 | Thailändische Ziffer Null                    |
| U+0E51 (3665) | ๑               | Dezimalziffer                           | links nach rechts           | THAI DIGIT ONE                  | Thailändische Ziffer Eins                    |
| U+0E52 (3666) | ๒               | Dezimalziffer                           | links nach rechts           | THAI DIGIT TWO                  | Thailändische Ziffer Zwei                    |
| U+0E53 (3667) | ๓               | Dezimalziffer                           | links nach rechts           | THAI DIGIT THREE                | Thailändische Ziffer Drei                    |
| U+0E54 (3668) | ๔               | Dezimalziffer                           | links nach rechts           | THAI DIGIT FOUR                 | Thailändische Ziffer Vier                    |
| U+0E55 (3669) | ๕               | Dezimalziffer                           | links nach rechts           | THAI DIGIT FIVE                 | Thailändische Ziffer Fünf                    |
| U+0E56 (3670) | ๖               | Dezimalziffer                           | links nach rechts           | THAI DIGIT SIX                  | Thailändische Ziffer Sechs                   |
| U+0E57 (3671) | ๗               | Dezimalziffer                           | links nach rechts           | THAI DIGIT SEVEN                | Thailändische Ziffer Sieben                  |
| U+0E58 (3672) | ๘               | Dezimalziffer                           | links nach rechts           | THAI DIGIT EIGHT                | Thailändische Ziffer Acht                    |
| U+0E59 (3673) | ๙               | Dezimalziffer                           | links nach rechts           | THAI DIGIT NINE                 | Thailändische Ziffer Neun                    |
| U+0E5A (3674) | ๚               | andere Interpunktion                    | links nach rechts           | THAI CHARACTER ANGKHANKHU       | Thailändisches Angkhankhu                    |
| U+0E5B (3675) | ๛               | andere Interpunktion                    | links nach rechts           | THAI CHARACTER KHOMUT           | Thailändisches Khomut                        |

Die Codepoints 0E5Chex bis 0E7Fhex sind nicht besetzt (reserviert).